# Аль-Фатат
Аль-Фатат (араб. جمعية العربية الفتاة) — арабська національна підпільна організація, що діяла в Османській імперії та мала на меті здобуття незалежності Сирії.

## Історія
Організація була створена 1909 року в Парижі. Засновниками аль-Фатату стали Джаміль Мардам Бей і Сулейман Тауфік ас-Сувейді. Пізніше до організації долучились інші відомі арабські діячі, серед яких був і майбутній прем'єр-міністр Іраку Ясін аль-Хашимі. Аль-Фатат зробив вагомий внесок у справу Арабського повстання 1916—1918 років.